# 早坂昇治
早坂 昇治（はやさか しょうじ、1927年3月30日 - 2022年1月29日）は日本の元アナウンサー。
日本短波放送では『中央競馬実況中継』のアナウンサーとして、東京優駿（日本ダービー）などを実況。退社後は『土曜競馬中継』（テレビ東京）の解説者として活躍。その後は馬の博物館の学芸部長などを歴任。
2022年1月2日、ラジオNIKKEI『長岡一也と振り返る・競馬中継ヒストリア』に出演し、約1ヶ月後、肺炎で他界。

## 出演していた番組
- 中央競馬実況中継
- 土曜競馬中継

## GIレース実況歴（判明分）
- 皐月賞（1968年、1969年）
- 優駿牝馬（1962年、1963年、1967年）[2]
- 東京優駿（1964年、1966年〜1968年、1970年）
- 有馬記念（1969年）

## 主な著書
- 競馬異外史-Sports of kings ヨコハマに上陸（PRC選書、1987年1月）
- 文明開化うま物語（有隣選書36、1989年1月）
- 馬たちの33章-時代を彩ったうまの文化誌（緑書房、1996年2月）